# Antrophyum trivittatum
Antrophyum trivittatum là một loài dương xỉ trong họ Pteridaceae. Loài này được C. Chr. mô tả khoa học đầu tiên năm 1925.